# أوركسترا عمان السمفوني
أوركسترا عمّان السمفوني أوركسترا وطنية أردنية، تأسست من رحم أوركسترا المعهد الوطني للموسيقى بعمان (المؤسسة عام 1993)، والتي تعتبر ثالث أقدم أوركسترا عربية. يعزف بها 62 عازفا (70 % منهم أردنيين). يقودها الموسيقار العراقي محمد عثمان صديق منذ تأسيسها عام 2006. وهي الفرقة الوحيدة بالمنطقة التي قدمت حفلات شهرية متواصلة لأكثر من عقدين.